# Muğan (Hacıqabul)
Muğan è un comune dell'Azerbaigian situato nel distretto di Hacıqabul. Conta una popolazione di 4 668 abitanti.